# Tavaszi szél vizet áraszt
A Tavaszi szél vizet áraszt című moldvai-csángó népdalt Veress Sándor gyűjtötte a moldvai Bogdánfalván 1930-ban.
Feldolgozás:
| Szerző            | Mire               | Mű                             | Előadás |
| ----------------- | ------------------ | ------------------------------ | ------- |
| Vásárhelyi Zoltán | két egynemű szólam | Erdő-mező, 3. kotta            |         |
| Weiner Leó        | zongora            | Magyar népi muzsika, 14. darab | [ 1 ]   |
| Ádám Jenő         | ének, zongora      | Tavaszi szél                   |         |
| Szőllősy András   | zongora            | Virágének                      |         |

## Kotta és dallam
| Tavaszi szél vizet áraszt, virágom, virágom. Minden madár társat választ, virágom, virágom. | Hát én immár kit válasszak, virágom, virágom. Te engemet, én tégedet, virágom, virágom. | Zöld pántlika, könnyű gúnya, Virágom, virágom, Mert azt a szél könnyen fújja, Virágom, virágom. | De a fátyol nehéz ruha, Virágom, virágom, Mert azt a bú leszaggatja, Virágom, virágom. |

Megjegyzés: változatai (csak szöveg) már Kriza János Vadrózsák c. gyüjteményében (Kolozsvár 1863) is szerepelnek, pl. a 422. sz.

## Felvételek
- Tavaszi szél vizet áraszt: 1. változat. Énekli: Csóka Anita  YouTube (2015. április 4.)  (Hozzáférés: 2016. január 30.) (audió)
- Tavaszi szél vizet áraszt (gyerekdal, rajzfilm gyerekeknek). YouTube (2013. október 1.)  (Hozzáférés: 2016. január 30.) (videó)
- Tavaszi szél vizet áraszt. Tekeres Sándor  Nótakedvelők klubja (Hozzáférés: 2017. január 5.) (audió) arch 1:35-ig.
- Tavaszi szél vizet áraszt (reklám). YouTube (2020. április 8.)  (Hozzáférés: 2020. április 8.) (videó)

Külföldi előadók:
- Tavaszi Szel Vizet Araszt. Előadó: Queen együttes  YouTube (2009. június 12.)  (Hozzáférés: 2016. január 30.) (videó)
- Tavaszi szél vizet áraszt. Előadó: Damenes Aften kórus (Norvégia)  YouTube (2015. május 14.)  (Hozzáférés: 2016. január 30.) (videó)
- Tavaszi szél. Előadó: Astana Philharmonic Chamber Choir (Kazahsztán)  YouTube (2015. május 14.)  (Hozzáférés: 2016. január 30.) (videó)
- Tavaszi szél vizet áraszt. Előadja: Astrolabium kórus (Lengyelország)  YouTube (2015. május 14.)  (Hozzáférés: 2016. január 30.) (videó)

Egyéb:
- A Tavaszi szél dallamán innen és túl. Folkrádió.hu (2015. május 29.)  (Hozzáférés: 2016. április 16.) arch